# デス・ドゥーム
デス・ドゥーム(Death/Doom)は、エクストリームメタルの一種。

## 概要
ドゥームメタルのゆっくりとしたテンポ、悲観的な雰囲気といった特徴と、デスメタルの深いグロウルヴォイスとツーバスといった特徴を組み合わせたもの。このジャンルは1980年代半ばに現れ、1990年代にある程度の人気を博した。また、デス・ドゥームは密接に関連したジャンルであるフューネラル・ドゥームや、よりメロディアスでロマンチックなサウンドを持つゴシックメタルを生み出すこととなる。

## 歴史
デス・ドゥームの起源は、1980年代半ばまで遡ることができる。当時、Dream Deathのような初期の先駆者がトラディショナル・ドゥームメタルの音と、スラッシュメタルや新しく出来たばかりのデスメタルシーンの音像との融合を試み始めていた。オートプシー、Winter、パラダイス・ロスト、マイ・ダイイング・ブライドやアナセマなどのバンドによる初期の作品は、1980年代半ばのセルティック・フロストやキャンドルマスのサウンドと女性ヴォーカルやキーボードを組み合わせたものであった。また、マイ・ダイイング・ブライドはヴァイオリンを使用することもあった。
これらのバンドの影響は、Within Temptation、Lacuna Coil、The Gathering、Celestial Season、Saturnusといったバンドにみることができる。シーンの先駆者の多くは、より受け入れられやすい音楽性を取るために、初期のサウンドを放棄した。そのため、デス・ドゥームというジャンルはこの10年間の終わりごろにはあまり人気がなくなったようにも見えたが、その音楽性はフューネラル・ドゥームという1990年代半ばに現れた関連性のあるジャンルに形を変えて生き残った。

## 著名なバンド
| Band                       | Country        | Formed | Notes              |
| -------------------------- | -------------- | ------ | ------------------ |
| アモルフィス               | フィンランド   | 1990   | [ 3 ] [ 6 ]        |
| アナセマ                   | イギリス       | 1990   | [ 3 ] [ 7 ]        |
| アスフィクス               | オランダ       | 1987   | [ 8 ]              |
| オートプシー               | アメリカ合衆国 | 1987   | [ 1 ]              |
| Beyond Dawn                | ノルウェー     | 1990   | [ 9 ]              |
| Celestial Season           | オランダ       | 1991   | [ 1 ]              |
| Corrupted                  | 日本           | 1994   | [ 10 ] [ 11 ]      |
| Daylight Dies              | アメリカ合衆国 | 1996   | [ 12 ] [ 13 ]      |
| Demenzia                   | ブルガリア     | 2003   | [ 14 ]             |
| Disembowelment             | オーストラリア | 1989   | [ 1 ] [ 3 ] [ 5 ]  |
| Draconian                  | スウェーデン   | 1994   | [ 15 ]             |
| Esoteric                   | イギリス       | 1992   | [ 16 ]             |
| Evoken                     | アメリカ合衆国 | 1994   | [ 17 ]             |
| Forest Stream              | ロシア         | 1995   | [ 18 ]             |
| Funeral                    | ノルウェー     | 1991   |                    |
| ザ・ギャザリング           | オランダ       | 1989   | [ 3 ] [ 19 ]       |
| Hail Of Bullets            | オランダ       | 2006   |                    |
| Incantation                | アメリカ合衆国 | 1989   | [ 1 ]              |
| カタトニア                 | スウェーデン   | 1991   | [ 20 ] [ 21 ]      |
| Morgion                    | アメリカ合衆国 | 1990   | [ 1 ] [ 3 ] [ 22 ] |
| マイ・ダイイング・ブライド | イギリス       | 1990   | [ 1 ] [ 3 ] [ 23 ] |
| Necare                     | アメリカ合衆国 | 1997   | [ 24 ]             |
| Novembers Doom             | アメリカ合衆国 | 1989   | [ 1 ] [ 25 ]       |
| Opera IX                   | イタリア       | 1988   | [ 26 ]             |
| Orphaned Land              | イスラエル     | 1991   | [ 27 ]             |
| パラダイス・ロスト         | イギリス       | 1988   | [ 1 ] [ 3 ] [ 28 ] |
| Paramaecium                | オーストラリア | 1990   | [ 29 ]             |
| Pyogenesis                 | ドイツ         | 1991   | [ 30 ]             |
| Rapture                    | フィンランド   | 1997   | [ 31 ]             |
| Runemagick                 | スウェーデン   | 1990   | [ 32 ]             |
| Saturnus                   | デンマーク     | 1991   | [ 1 ]              |
| Skepticism                 | フィンランド   | 1991   | [ 1 ] [ 5 ]        |
| Swallow the Sun            | フィンランド   | 2000   | [ 33 ]             |
| Thergothon                 | フィンランド   | 1990   | [ 1 ] [ 5 ]        |
| The Third and the Mortal   | ノルウェー     | 1992   | [ 34 ]             |
| Thorr's Hammer             | アメリカ合衆国 | 1994   | [ 35 ]             |
| Unearthly Trance           | アメリカ合衆国 | 2000   | [ 36 ]             |
| Unholy                     | フィンランド   | 1990   | [ 1 ] [ 5 ]        |
| Winter                     | アメリカ合衆国 | 1988   | [ 1 ] [ 3 ] [ 37 ] |